# FC Augsburg
A Fußball-Club Augsburg 1907 e. V., vagy röviden, FC Augsburg egy német labdarúgócsapat, melynek székhelye a bajorországi Augsburg városában van. Történetük során először 2011-ben jutottak fel a német első osztályba, és azóta is a Bundesliga tagjai.

## Történet
Augsburg városának két legjelentősebb csapata, a nehéz anyagi helyzetben lévő Schwaben Augsburg és a BC Augsburg 1969-ben egyesült FC Augsburg néven. A frissen alakult csapat a harmadosztály bajor területi ligájában kezdte meg pályafutását. A kezdeti sikertelenség után 1973-ban sikerült feljutniuk a Regionalligába, így Augsburg városának ismét lett profi szinten játszó futballcsapata. Ekkor már szurkolók is jöttek szép számmal, a bajnokcsapatot összesen 15 ezren ünnepelték a stadionban.

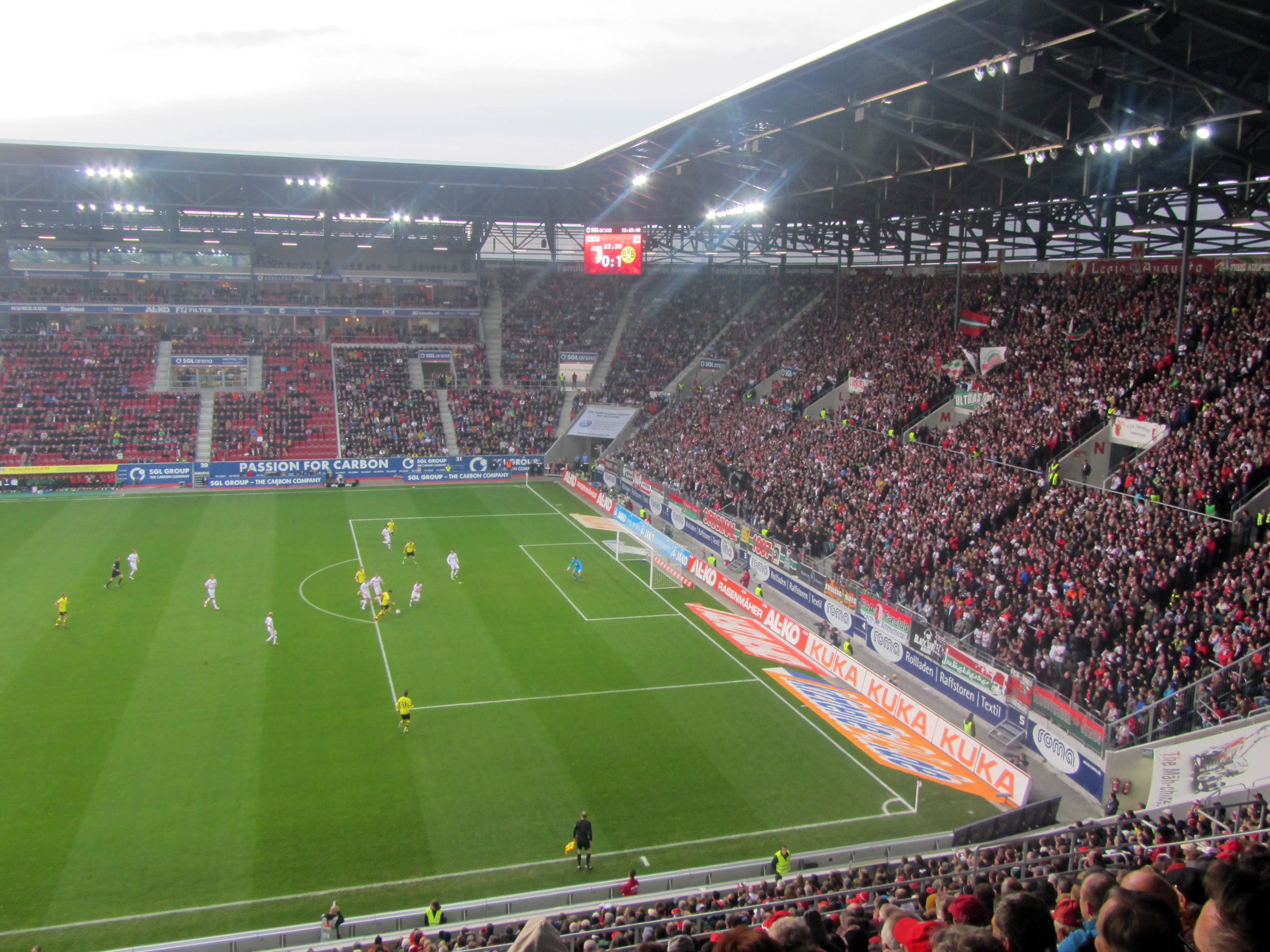
Augsburg - Dortmund (2012)

A frissen hazaigazolt Helmut Hallerrel soraiban az Augsburg a Regionalliga Süd bajnoka lett újoncként, és versenyben volt a Bundesliga tagságért is, melyet végül nem sikerült megszereznie. A csapat maradt a közben nevet váltott (déli) másodosztályban, de a következő években rendre a tabella második felében kaptak helyet. 1979-ben és 1981-ben is kiestek a másodosztályból, ám mindkétszer egy szezon alatt visszajutottak. 1983-ban ismét kihullottak az akkor már egységes - nem területekre bontott - másodosztályból a Bayernligába, mely most már sokkal erősebb csapatokat tartalmazott, mint eddig. Csupán 11 évvel később, 1994-ben sikerült megnyerniük a félamatőr szinten jegyzett Bayernligát, ám a kieséses szakaszban nem sikerült kiharcolniuk a Bundesliga II tagságot. Ebben az évben új, professzionális területi harmadosztályok alakultak, így az Augsburgnak nem kellett tovább félamatőr szinten játszania. A következő években a Regionalliga Süd középmezőnyéhez tartoztak, majd 2000-ben (a legsikeresebb idényük után), azért hogy elkerüljék az anyagi csődöt, visszaadták a Regionalliga-licencet és átkerültek a félamatőr negyedosztályba. A klub miután rendezte tartozásait, 2002-ben visszajutott a harmadosztályba, és a következő években az élmezőnyhöz tartozott. 2006-ban végre megnyerték a Regionalligát és visszatérhettek a másodosztályba.
2009-ben elkészült a csapat új stadionja, a 30 ezer néző befogadására alkalmas Impuls Arena (2015-től WWK ARENA). Az Augsburg 2010-ben eljutott a Német kupa elődöntőjéig, emellett a másodosztály harmadik helyén végzett. (Ám a Nürnberg elleni osztályozót elvesztették.) Egy évvel később, második helyüknek köszönhetően feljutottak a német első osztályba. 2011. október 15-én a Mainz ellen megnyerték első Bundesliga mérkőzésüket. Első két idényében az Augsburg sikerrel harcolt a kiesés ellen.

## Sikerek
| - 2. Bundesliga - Ezüstérmes: 2011 - Regionalliga Süd (II-III. osztály) - Bajnok: (2) 1974, 2006 - Bayernliga (III-IV. osztály) - Bajnok: (5) 1973, 1980, 1982, 1994, 2002 - Ezüstérmes: 1985 | - Schwäbischer Pokal - Győztes: (13) 1969–1972, 1980, 1986, 1988, 1993, 1996, 1999, 2002, 2004, 2005 - Ezüstérmes: 1992 |

## Stadion
A csapat 1951-től 2009-ig Augsburg legnagyobb stadionjában, a Rosenaustadionban tartotta hazai mérkőzéseit. A futókörrel rendelkező klasszikus, multifunkciós pálya a fénykorában 50-60 ezer néző befogadására is alkalmas volt. A klubvezetők egy új, a modern labdarúgás kívánalmainak megfelelő létesítmény építését már 2004-ben tervezték - ekkor az FC Augsburg még a negyedosztályban szerepelt. A munkálatok végül 2006-ban kezdődtek el és három évig tartottak. A 30 ezer férőhelyes, fedett lelátókkal ellátott pályát 2009-ben adták át. Az eredetileg Augsburg Arena néven épült létesítményt 2009-ben impuls arena-ra, 2011-ben SGL arena-ra keresztelték át. 2015-től WWK Arenanak nevezik.

## Híres játékosok
| - Ulrich Biesinger - Helmut Haller - Bernd Schuster - Armin Veh | - Raimond Aumann - Roland Grahammer - Dieter Eckstein - Karl-Heinz Riedle | - Andreas Ottl - André Hahn - İlhan Mansız - Halil Altıntop | - Paul Verhaegh - Ragnar Klavan - Alex Manninger - Torghelle Sándor |

## Jelenlegi keret
2024. szeptember 3. szerint
| #  |     | Poszt | Név                                           |
| -- | --- | ----- | --------------------------------------------- |
| 1  | GER | K     | Finn Dahmen                                   |
| 2  | POL | V     | Robert Gumny                                  |
| 3  | DEN | V     | Mads Valentin                                 |
| 4  | ENG | V     | Reece Oxford                                  |
| 5  | FRA | V     | Chrislain Matsima (kölcsönben a AS Monacotól) |
| 6  | NED | V     | Jeffrey Gouweleeuw                            |
| 7  | GER | CS    | Yusuf Kabadayı                                |
| 8  | KOS | KP    | Elvis Rexhbeçaj                               |
| 9  | COD | CS    | Samuel Essende                                |
| 10 | GER | KP    | Arne Maier                                    |
| 11 | GER | V     | Marius Wolf                                   |
| 13 | GRE | V     | Dimítrisz Gyanúlisz                           |
| 14 | JPN | KP    | Okugava Maszaja                               |
| 15 | BEN | KP    | Steve Mounié                                  |
| 16 | SUI | KP    | Ruben Vargas                                  |

| #  |     | Poszt | Név                                       |
| -- | --- | ----- | ----------------------------------------- |
| 17 | CRO | KP    | Kristian Jakić                            |
| 18 | GER | KP    | Tim Breithaupt                            |
| 19 | NGA | KP    | Frank Onyeka (kölcsönben a Brentford-tól) |
| 20 | FRA | KP    | Alexis Claude-Maurice                     |
| 21 | GER | CS    | Phillip Tietz                             |
| 22 | CRO | K     | Nediljiko Labrović                        |
| 23 | GER | V     | Maximilian Bauer                          |
| 24 | FIN | KP    | Fredrik Jensen                            |
| 25 | GER | K     | Daniel Klein                              |
| 31 | GER | V     | Keven Schlotterbeck                       |
| 32 | GER | V     | Raphael Framberger                        |
| 36 | GER | KP    | Mert Kömür                                |
| 42 | TUR | KP    | Mahmut Kücüksahin                         |
| 44 | GER | KP    | Henri Koudoussou                          |
| 47 | USA | V     | Noahkai Banks                             |

|}
|}

## Edzők
Az FC Augsburg trénerei 1969-től napjainkig
- Herbert Erhardt (1969–1970)
- Georg Lechner (1970–1971)
- Slobodan Čendić (1971)
- Kurt Schwarzhuber (1971–1973)
- Milovan Beljin (1973–1975)
- Voker Kottmann (1975)
- Gerd Menne (1975–1976)
- Max Merkel (1976–1977)
- Werner Olk (1977–1978)
- Heiner Schuhmann (1978)
- Werner Sterzik (1978)
- Hans Cieslarcyk (1978–1979)
- Heiner Schuhmann (1979–1980)
- Heinz Elzner (1980–1981)
- Heiner Schuhmann (1981)
- Hannes Baldauf (1981–1984)
- Paul Sauter (1984–1986)
- Heiner Schuhmann (1986–1988)
- Hans-Joachim Greben (1988–1989)
- Helmut Haller (1989)
- Jimmy Hartwig (1989)
- Dieter Schatzschneider (1989–1990)
- Gernot Fuchs (1989–1990)
- Armin Veh (1990–1995)
- Karsten Wettberg (1995–1996)
- Helmut Riedel (1996)
- Hubert Müller (1997–1998)
- Helmut Riedl (1998)
- Gerd Schwickert (1998–1999)
- Alfons Higl (1999)
- Heiner Schuhmann (1999)
- Hans-Jürgen Boysen (2000)
- Gino Lettieri (2000–2002)
- Ernst Middendorp (2002–2003)
- Armin Veh (2003–2004)
- Rainer Hörgl (2004–2007)
- Ralf Loose (2007–2008)
- Holger Fach (2008–2009)
- Jos Luhukay (2009–2012)
- Markus Weinzierl (2012–2016)
- Dirk Schuster (2016)
- Manuel Baum (2016–2019)
- Martin Schmidt (2019–2020)
- Heiko Herrlich (2020–2021)
- Markus Weinzier (2021–2022)
- Enrico Maaßen (2022–2023)
- Jess Thorup (2023–)

## Fordítás
- Ez a szócikk részben vagy egészben  a   FC Augsburg című angol Wikipédia-szócikk ezen változatának fordításán alapul.  Az eredeti cikk szerkesztőit annak laptörténete sorolja fel. Ez a jelzés csupán a megfogalmazás eredetét és a szerzői jogokat jelzi, nem szolgál a cikkben szereplő információk forrásmegjelöléseként.